# Orlando Montenegro Medrano
Orlando Montenegro Medrano (né le 15 mai 1920 et mort le 29 octobre 1988 à Miami,) est un juriste et homme politique nicaraguayen, président par intérim de la République durant la seule journée du 3 août 1966, lorsque meurt le président René Schick Gutiérrez. Il est remplacé ce même jour ou le lendemain par le médecin Lorenzo Guerrero Gutiérrez. Il est membre du Parti libéral nationaliste.
Il occupe également les fonctions d'ambassadeur aux Nations unies durant les années 1960 et 1970, de président de la chambre basse du Congrès national du Nicaragua de 1966 à 1967 et de 1968 à 1972 et de maire de Managua – officiellement ministre du District national – de 1976 jusqu'au 17 juillet 1979, date à laquelle le général Anastasio Somoza Debayle et le régime somoziste sont renversés par une insurrection populaire menée par le Front sandiniste de libération nationale. 
Montenegro Medrano meurt le 29 octobre 1988 à Miami, aux États-Unis.